# Шуарсола
Шуарсо́ла (рос. Шуарсола, марій. Шуарсола) — присілок у складі Совєтського району Марій Ел, Росія. Входить до складу Кужмаринського сільського поселення.

## Населення
Населення — 264 особи (2010; 275 у 2002).
Національний склад (станом на 2002 рік):
- марі — 97 %